# Mason Alexander Park
Mason Alexander Park (Fairfax, Virginia, 12 de julio de 1995) se dedica a la actuación. Adquirió protagonismo en el teatro, llegando a ganar un premio Helen Hayes. En televisión, ganó fama por sus papeles en las adaptaciones de Netflix del anime Cowboy Bebop (2021), The Sandman, de Neil Gaiman (2022), y el reboot de Quantum Leap (2022-2024). Se identifica como trans desde el año 2024. 

## Primeros años
Park nació en Fairfax, Virginia, y de joven se mudó varias veces debido al trabajo de su padre, antes de establecerse en Carolina del Norte. Park descubrió la actuación en un campamento de verano en Texas. Debido a la necesidad de cambiar de entorno tras haber sido víctima de bullying en la escuela, Park se marchó a Los Ángeles con su madre y se matriculó en la Grand Arts High School. Se graduó en 2016 con una Licenciatura en Artes en Teatro Musical de la Universidad de Point Park, en Pittsburgh.

## Trayectoria profesional
Park comenzó su trayectoria profesional de adolescente en el papel de Toby Peterson, estrella invitada en un episodio de 2011 de la serie de Nickelodeon iCarly. Repetiría el papel en el reboot de iCarly en 2023.
En 2015 y 2016, Park trabajó con la Ópera Cívica Ligera de Pittsburgh (CLO) en producciones como Mary Poppins y South Pacific en el Benedum Center, y Altar Boyz en el Greer Cabaret Theatre. Park alternó el papel principal de Hedwig en la gira estadounidense de 2017 de Hedwig and the Angry Inch. Posteriormente, volvió a interpretar el papel en 2021 en el Olney Theatre Center.Interpretó al Dr. Frank N Furter en The Rocky Horror Show en 2018 en Bucks County Playhouse;Maestro de ceremonias en Cabaret en el Olney Theatre Center en 2019,papel que le valió a Park un premio Helen Hayes; y a Charlotte en Soy mi propia esposa en el Long Wharf Theatre en 2020.
Park regresó a la televisión al recibir el papel de Gren en la versión de acción en vivo de Netflix del anime Cowboy Bebop, que se lanzó en 2021. Ese mismo año, realizó una exposición individual en Nueva York titulada The Pansy Craze.A partir de 2022, Park interpreta a la entidad andrógina Deseo en The Sandman, una adaptación de Netflix de los cómics de Neil Gaiman, así como a Ian Wright en la reposición de Quantum Leap en NBC.
Park tuvo su debut en West End actuando una vez más de Maestro de Ceremonias en Cabaret en el Playhouse Theatre en 2023.

## Vida personal
Park es una persona de género no binario y utiliza el pronombre neutro they equivalente a elle en español. Mantiene una relación con la actriz y guionista Alice Kremelberg.

## Filmografía

### Películas
| Año  | Título             | Rol        | Notas |
| ---- | ------------------ | ---------- | ----- |
| 2015 | Not in My Backyard | Estudiante |       |
| 2019 | Before You Know It | Compañero  |       |
| 2023 | National Anthem    | Carrie     |       |

### Televisión
| Año       | Título                                   | Rol                  | Notas                                |
| --------- | ---------------------------------------- | -------------------- | ------------------------------------ |
| 2010      | Pizza & Karaoke                          |                      | Película de televisión               |
| 2011      | iCarly                                   | Toby Peterson        | Episodio: "iLove You"                |
| 2012      | Broadway o busto                         | Mason Alexander Park |                                      |
| 2013      | Las aventuras épicas de Bucket y Skinner | Toby                 | 2 episodios                          |
| 2020      | Acting for a Cause                       | Varios               |                                      |
| 2021      | Cowboy Bebop                             | Gren                 | 5 episodios                          |
| 2022      | The Legend of Vox Machina                | Tabernere (voz)      | [ 18 ]                               |
| 2022      | The Sandman                              | Deseo                | Protagonista                         |
| 2022–2024 | Quantum Leap                             | Ian Wright           |                                      |
| 2023      | iCarly                                   | Toby Peterson        | Episodio: "iReunited and It Felt OK" |

Web
| Año  | Título      | Rol | Notas |
| ---- | ----------- | --- | ----- |
| 2017 | Transplants | Mas |       |

## Obras de teatro
| Año        | Título                    | Rol                     | Notas                                                     |
| ---------- | ------------------------- | ----------------------- | --------------------------------------------------------- |
| 2015       | Mary Poppins              | Miss Andrew             | Benedum Center, Pittsburgh CLO                            |
| 2015       | Altar Boyz                | Mark                    | Greer Cabaret Theater, CLO                                |
| 2015       | Despertar de primavera    | Moritz                  | Greer Cabaret Theater                                     |
| 2016       | South Pacific             | Profesore               | Centro Benedum, CLO                                       |
| 2017; 2021 | Hedwig and the Angry Inch | Hedwig                  | Alterno; gira por los Estados Unidos Olney Theatre Center |
| 2018       | The Rocky Horror Show     | Dr. Frank N. Furter     | Bucks County House, New Hope                              |
| 2019       | Cabaret                   | Maestre de ceremonias   | Olney Theatre Center                                      |
| 2020       | I Am My Own Wife          | Charlotte von Mahlsdorf | Long Wharf Theatre, New Haven                             |
| 2021       | The Pansy Craze           | Espectáculo individual  | The Green Room 42, Chelsea Table + Stage, Nueva York      |

## Audio
| Año  | Título         | Rol     | Notas  |
| ---- | -------------- | ------- | ------ |
| 2019 | Loveville High | Jendrix | [ 21 ] |

## Premios y nominaciones
| Año  | Premio             | Categoría                                    | Obra    | Resultado     | Ref.   |
| ---- | ------------------ | -------------------------------------------- | ------- | ------------- | ------ |
| 2020 | Helen Hayes Awards | Mejor interpretación principal en un musical | Cabaret | Primer puesto | [ 22 ] |